# 埃施费尔德
埃施费尔德是德国莱茵兰-普法尔茨州的一个市镇。总面积4.78平方公里，总人口181人，其中男性88人，女性93人（2011年12月31日），人口密度38人/平方公里。